# Укаймеден
Укаймеден (бербер. ⵓⴾⴰⵢⴻⵎⴷⴰⵏ; араб. أوكايمدن; фр. Oukaïmden) — гірськолижний курорт у Марокко. Лежить біля найвищої вершини Атлаських гір — гори Тубкаль. Розташований у регіоні Марракеш — Сафі, за 80 км від міста Марракеш.
Лижна зона знаходиться маж висотами 2600 м та 3200 м і має шість підйомників. Поруч є кілька готелів та приміщення для прокату лиж.

## Середні температури
| Місяць | Січ  | Лют  | Бер  | Кві | Тра  | Чер  | Лип  | Сер  | Вер  | Жов  | Лис | Гру  | Середні показники |
| ------ | ---- | ---- | ---- | --- | ---- | ---- | ---- | ---- | ---- | ---- | --- | ---- | ----------------- |
| Макс   | 5.5  | 5.9  | 8,0  | 9.7 | 12.7 | 17.4 | 22.2 | 21.9 | 19.5 | 12.9 | 9,0 | 7.4  | 12.7              |
| Хв     | -3,3 | -2,2 | -0,2 | 1.4 | 4.0  | 9.9  | 12.9 | 13.1 | 10.3 | 4.4  | 0,4 | -1,0 | 4.0               |
| Сер    | 1.0  | 1.8  | 3.7  | 5.2 | 8.4  | 15.7 | 17.6 | 17.5 | 15,0 | 8.7  | 4.7 | 3.4  | 8.3               |

Висота 2570 м, період даних: 1982—1994.